# Lista över öar i Indiska oceanen
Detta är en lista över öar i Indiska oceanen.
- Ceylon
- Madagaskar
- Mauritius
- Prins Edwardöarna
- Amsterdamön, Indiska oceanen
- Heard Island
- Kerguelen
- Réunion

## Brittiska territoriet i Indiska oceanen
- Diego Garcia
- Seychellerna
- Maldiverna
- Komorerna
- Crozetöarna